# Argali
De argali (Ovis ammon), een wild schaap, is een evenhoevig zoogdier uit de familie van de holhoornigen (Bovidae). De wetenschappelijke naam van de soort werd als Capra ammon in 1758 gepubliceerd door Carl Linnaeus in de tiende editie van Systema naturae. De argali is de grootste schapensoort ter wereld. Argali's leven op de hoogvlakten en steppen van Centraal-Azië.

## Kenmerken
Argali's hebben een gewicht tussen 65 en 220 kilogram. De lichaamslengte ligt tussen 120 en 200 centimeter en de staart voegt hier nog eens ongeveer 14 centimeter aan toe. De schouderhoogte ligt tussen 90 en 135 centimeter. In de regel zijn de zuidwestelijke ondersoorten kleiner dan de noordoostelijke ondersoorten.
De kleur van de vacht varieert. In de winter is de grondkleur bruin, waarin roodbruine, donkerbruine en beigekleurige variaties voorkomen. In de zomer worden de dieren roder van kleur. Van de hals tot het midden van de rug loopt een zwarte streep, die alleen in de zomer zichtbaar is. De buik is gelig tot grijswit. Tussen de lichtgekleurde buik en donkere flanken loopt een bruine of zwarte streep, die vaak echter slecht zichtbaar is of onderbroken wordt. De kont en staart zijn wit van kleur. Bij twee ondersoorten (de gobi-argali en de altai-argali) komen witte vlekken op de rug voor. Ook de hals en punt van de neus kunnen wit van kleur zijn. De poten zijn aan de buitenzijde bruin, vaak iets donkerder dan de flanken en rug. Aan de binnenzijde zijn ze wit. De vrouwtjes (ooien) zijn gemiddeld genomen vaker lichter van kleur dan de mannetjes (rammen).
De horens zijn groter en zwaarder dan die van andere wilde schapensoorten. Ze zijn geelbruin tot grijsbruin van kleur en groeien bij de mannetjes in een spiraal, die tot twee maal rond kan lopen alvorens naar buiten om te buigen. Aan de basis hebben de horens een omvang van ongeveer 40 cm. Bij de mannetjes van de pamirargali kunnen de horens 164 cm lang worden, bij andere ondersoorten ligt de lengte tussen de 110 en 120 cm. In de regel kunnen de horens een gezamenlijke breedte van 75 cm bereiken, maar bij de pamirargali kan dat oplopen tot 130 cm. Samen met de schedel kunnen de horens 22 kg wegen. De horens zijn sterk geribbeld en zijn door onderlinge gevechten aan de toppen vaak afgebroken. De vrouwtjes hebben veel kleinere horens, die 30 tot 45 cm lang worden en ongekromd op de kop staan.
De dieren bewegen zich voort op een wijze die vergelijkbaar is met tamme schapen. De mannetjes kunnen snelheden tot 50 km/uur bereiken, de vrouwtjes tot 60 km/uur.

## Verspreiding
De argali leeft in de gebergtes en hoogvlaktes van het oosten van Centraal-Azië. In het noorden reikt het verspreidingsgebied tot in de Altai in het zuiden van Siberië. Het beslaat verder de Tian Shan, Tarbagataj, Pamir, Kunlun, het Tibetaans Plateau, de Karakoram en de Himalaya, een gebied dat binnen de grenzen van de landen Mongolië, China, Rusland, Kazachstan, Kirgizië, Tadzjikistan, Afghanistan, Pakistan, India en Nepal valt. Vondsten van fossielen uit het Plioceen (5,3 tot 2,6 miljoen jaar geleden) hebben aangetoond dat de argali in die tijd ook in de Kaukasus en de Zagros voorkwam. Resten uit Frankrijk en Italië hebben aangetoond dat ze in het Pleistoceen ook in west-Europa voorkwamen.

### Habitat
Meestal is de argali te vinden in alpiene weiden en open plekken in lichte bosschages. Gewoonlijk mijden ze bosrijkere gebieden, maar in sommige streken zijn ze door de veeteelt en jacht teruggedrongen tot buiten de natuurlijke habitat, zodat het bosdieren geworden zijn.
Argali's kunnen aangetroffen worden op hoogtes tussen 300 en 5.750 m. 's Winters dalen de dieren af naar lagere hellingen. De rammen kunnen beter tegen koude en keren vroeger in het voorjaar terug naar de hogere delen van de helling dan de ooien en lammetjes. Liefst grazen argali's op niet al te steile hellingen, hoewel vrouwtjes met jongen vaak steilere delen opzoeken, omdat vijanden ze daar moeilijker kunnen volgen.

## Ondersoorten
Gebaseerd op Wilson & Reeder (2005) en Fedosenko & Blank (2005) worden er doorgaans negen ondersoorten onderscheiden:
- Ovis ammon ammon (Linnaeus, 1758) – Altai-argali – het grootste schaap ter wereld. Het leeft in het zuiden van Siberië en westen van Mongolië, in de Altai en Sajan. Behalve door de grootte valt deze ondersoort op door de zware horens en de grijsbruine hals en romp.
- Ovis ammon karelini Severtsov, 1873 – Tiensjanargali – komt voor op de flanken van het Tian Shangebergte ten noorden van de Naryn, in het noordoosten van Kirgizië en het zuidoosten van Kazachstan.
- Ovis ammon polii Blyth, 1841 – Marcopoloschaap – komt voor in de Pamir en de Karakoram, bijvoorbeeld in het Chinese Natuurreservaat Taxkorgan en het Pakistaanse Nationaal Park Khunjerab). Deze ondersoort is middelgroot en heeft reusachtige horens. Het verspreidingsgebied met de Tiensjanargali overlapt en omdat de verschillen klein zijn kunnen ze als een enkele ondersoort gezien worden.[5]
- Ovis ammon hodgsonii Blyth, 1841 – Tibetaanse argali of Tibetaans schaap – komt voor op het Tibetaans Plateau en in de Himalaya. Bij deze grote ondersoort vormen de horens geen volledige cirkel. De populatie in Gansu en de Altyn Tagh in het noorden van Tibet wordt soms als aparte ondersoort (Ovis ammon dalailamae) beschouwd.
- Ovis ammon collium Severtsov, 1873 – Karaganda-argali – leeft geïsoleerd van de andere ondersoorten in het noorden van Kazachstan.
- Ovis ammon nigrimontana Severtsov, 1873 – Karatau-argali – leeft in het Karataugebergte in het zuidoosten van Kazachstan.
- Ovis ammon darwini Przewalski, 1883 – Gobi-argali – leeft in de Gobiwoestijn in Mongolië en Binnen-Mongolië (China).
- Ovis ammon comosa Hollister, 1919 – Noord-Chinese argali – leeft in Binnen-Mongolië. Wordt ook wel Ovis ammon jubata genoemd.
- Ovis ammon severtzovi Nasonov, 1914 – Nuratau-argali – komt voor in het noordoosten van Oezbekistan. Deze ondersoort werd als overgangsvorm tussen de argali en de oerial (Ovis orientalis) gezien. Genetisch onderzoek heeft echter uitgewezen dat de Nuratau-argali tot de argali gerekend moet worden.[6]

De totale populatie tiensjanargali's wordt geschat op 2000 dieren, waarvan er 50 leven in het Natuurreservaat Aksoe-Dzjabagli. Het aantal neemt af, voornamelijk ten gevolge van stroperij. In de jaren vijftig van de twintigste eeuw werd de populatie alleen al in het reservaat van Aksoe-Dzjabagli geschat op 670 exemplaren.

## Levenswijze
De argali is een kuddedier, dat in groepen van enkele tot tientallen dieren leeft. De mannetjes en vrouwtjes leven in gescheiden groepen. De grootste groepen bestaan uit vrouwtjes, jongen en nog niet geslachtsrijpe mannetjes. Deze kuddes kunnen bij de tiensjanargali tot 90 dieren groot zijn, bij de altai-argali wel 200 dieren groot. In het Kazachse Natuurreservaat Aksoe-Dzjabagli varieert de grootte tussen vijf en vijftien dieren. Niet de sterkste vrouwtjes, maar de niet-geslachtsrijpe mannetjes zijn de dominante dieren in deze groepen. Geslachtsrijpe mannetjes vormen groepen van twee tot 27 dieren. Bij de tiensjanargali zijn deze groepen gemiddeld vier dieren groot, bij de altai-argali acht dieren groot. Soms leven mannetjes ook alleen.
Argali's kunnen 13 jaar oud worden, maar de gemiddelde leeftijd ligt rond de 4 tot 5 jaar.
Het dieet van de argali bestaat uit grassen en kruiden, vooral zegge. Op lagere hellingen worden ook bladeren van struiken gegeten. Een volwassen argali werkt op een dag 16 tot 18 kg voedsel naar binnen.

### Bronsttijd en paring
De bronsttijd duurt in Mongolië van september tot oktober, in de Altaj van november tot december en in Tibet van december tot januari.
Aan het begin van de bronst verdwijnen de mannelijke kuddes omdat de mannetjes zich bij de vrouwelijke kuddes proberen aan te sluiten. Elke kudde vrouwtjes neemt één of meerdere rammen op, maar maximaal ongeveer zes.
In de eerste weken van de bronst bepalen de rammen door gevechten een onderlinge hiërarchie. Het op elkaar stoten van de horens kan 400 tot 800 m verderop nog te horen zijn. Bij de gevechten kunnen de dieren elkaar verwonden (vooral aan de neus) en vaak raken de horens beschadigd.
Na dit eerste deel van de bronsttijd houden de gevechten op en dulden de rammen elkaar beter, maar liefst niet in elkaars naaste omgeving. Na het besnuffelen van de genitaliën van de vrouwtjes komt het tot de paring. Aan het einde van de bronst blijven de mannetjes nog een of twee maanden in de kudde, om daarna weer hun eigen weg te gaan.

### Geboorte en zoogtijd
De draagtijd is 160 tot 165 dagen. In de warmere gebieden worden de eerste lammetjes in maart en april geboren, in de hogere, koudere streken in mei tot juni. Normaal gesproken komt per worp een enkel lammetje ter wereld, maar ook komen tweelingen voor. Bij de ondersoorten in de Altai, Tibet en de Pamir zijn tweelingen zeldzaam, terwijl in de Tian Shan een derde van alle worpen tweelingen was en zelfs een enkele keer de geboorte van een drieling is waargenomen. Over het algemeen zijn tweelingen zeldzamer naarmate het gebied onherbergzamer is.
De lammetjes hebben een grijsgele vacht, met een donkerbruine kop. Zolang de lammetjes zogen, scheiden de moeders zich van de rest van de kudde af om steilere delen van de helling te begrazen, waar hun jongen veiliger zijn. Bij de geboorte wegen de lammetjes ongeveer 3 kg. Als ze 15 tot 20 dagen oud zijn beginnen de horentjes te groeien. Tegelijkertijd groeit het melkgebit, dat op tweejarige leeftijd door een blijvend gebit wordt vervangen. Na ongeveer 2 maanden leren de lammetjes zelf te grazen en stopt de moedermelk.

### Natuurlijke vijanden
De grootste natuurlijke vijand van de argali is de wolf (Canis lupus). Afhankelijk van het gebied is bij 3% tot 73% van alle overleden dieren de doosoorzaak aan de wolf toe te schrijven. Andere predators die op argali's jagen zijn het sneeuwluipaard (Panthera uncia), de veelvraat (Gulo gulo), de Euraziatische lynx (Lynx lynx) en de bruine beer (Ursus arctos). De lammetjes kunnen daarnaast ook ten prooi vallen aan steenarenden (Aquila chrysaetos) en vossen (Vulpes vulpes). Als een lammetje door een vijand bedreigd wordt die voor de volwassen dieren geen gevaar biedt, zullen de moeders proberen het lammetje te beschermen.
Een andere doodsoorzaak is koude. In koude winters kunnen complete kuddes aan de kou bezwijken. Zo stierf in de strenge winter van 1996 in Tibet ongeveer de helft van alle argali's.

## Argali's en de mens
De oudst bekende Europese beschrijving van argali's is van Willem van Rubroeck, een 13e-eeuwse franciscaner monnik en ontdekkingsreiziger, die de dieren in Mongolië aantrof. De eerste wetenschappelijke beschrijving was door de Duitse natuurvorser Johann Georg Gmelin (1709-1755), die in 1752 en 1753 door de Altai reisde en schetsen van de dieren maakte. Gmelin gaf de soort ook de naam argali, die uit het Mongools komt. Carl von Linné (Linnaeus, 1707-1778) gaf de soort in 1758 de wetenschappelijke naam Capra ammon, naar de Egyptische god Ammon, die in de Egyptische mythologie door een ram wordt gesymboliseerd. Peter Simon Pallas (1741-1811) verplaatste de soort naar het geslacht Ovis. Hij gebruikte de naam Ovis argali. Omdat volgens de regels van de ICZN de oudste naam gebruikt dient te worden wordt tegenwoordig de naam Ovis ammon gebruikt.
Vanwege de grote horens is de argali een gewilde jachttrofee. Door bejaging en concurrentie met gedomesticeerde kuddes is de argali vrijwel overal teruggedrongen. Het verspreidingsgebied besloeg ooit ook grote delen van het zuiden van Siberië, Xinjiang, Mongolië, Oezbekistan en Kazachstan waar het dier tegenwoordig verdwenen is. In de Himalaya, Binnen-Mongolië, Tibet en Xinjiang is de argali zeldzaam geworden. In Rusland zijn slechts enkele kuddes overgebleven.
Alle ondersoorten nemen af in aantal. Het gezamenlijk aantal argali's wordt rond de 80.000 geschat. De meeste daarvan leven in Tadzjikistan, Kirgizië en delen van Mongolië. De IUCN geeft de argali de status gevoelig. De karatau-argali geldt als in kritiek gevaar en de gobi-argali en nuratau-argali zijn bedreigd. Alle andere ondersoorten zijn als kwetsbaar geclassificeerd.